# Johann Plecker
Johann Plecker (Brassó, 1780. április 1. – Zajzon, 1850. szeptember 3.) erdélyi szász orvos.

## Élete
Apja, Johann Georg Plecker, szintén orvos volt. Miután szülővárosában 1799-ben a gimnáziumot elvégezte, a Bécsi Egyetemen orvosi tanulmányokjat folytatott. 1804. február 4-én Innsbruckban kapta meg a diplomáját. Visszatért a hazájába, egy ideig gyakorló orvos volt Bukarestben, majd Brassóban, ahol 1809–1814-ig városi főorvos volt és az 1813–14-i pestisjárvány idején a szülővárosában érdemeket szerzett. 1828-ban a gubernium a brassói egészségügyi bizottság elnökének nevezte ki, amely bizottság működése 1829 márciusáig tartott. 1836-ban az athéni, 1838-ban a bécsi császári és királyi orvos-egylet a levelező tagjának vette fel.

## Műve
Kéziratban maradt: Geschichte der Pest zu Kronsadt in Siebenbürgen im Jahre 1828–29 nebst einem Bruchstück über die Pest im Allgemeinen, und einigen Bemerkungen über die Tömöser Contumaz und medizinische Gränzpolizei. Ausgearbeitet auf Gubernial-Befehl den 30. Juni 1829 ivrét 116 lap. Ebből megjelent: a bécsi Medizinische Jahrbücherben (XV. 1834. 211–221. l. Bruchstücke über Pest im Allgemeinen mit einiger Beziehung auf die Pest zu Kronstadt in Siebenbürgen während der Jahre 1813 und 1828).